# Zacapexco, Chilapa de Álvarez
Zacapexco är en ort i Mexiko.   Den ligger i kommunen Chilapa de Álvarez och delstaten Guerrero, i den södra delen av landet, 220 km söder om huvudstaden Mexico City. Zacapexco ligger 1 490 meter över havet och antalet invånare är 341.
Terrängen runt Zacapexco är kuperad åt nordost, men åt sydväst är den bergig. Runt Zacapexco är det ganska glesbefolkat, med 39 invånare per kvadratkilometer. Närmaste större samhälle är Chilapa de Alvarez, 17,9 km nordväst om Zacapexco. I omgivningarna runt Zacapexco växer huvudsakligen savannskog.